# Seinäjoen Jalkapallokerho 2017

## Stagione
Nella stagione 2017 l'SJK ha disputato la Veikkausliiga, massima serie del campionato finlandese di calcio, terminando il torneo al sesto posto con 47 punti conquistati in 33 giornate, frutto di 13 vittorie, 8 pareggi e 12 sconfitte. In Suomen Cup è sceso in campo a partire dal sesto turno, superando la fase a gironi come terzo classificato nel girone B e raggiungendo infine la finale del torneo, dove è stato sconfitto dall'HJK. Ha partecipato alla UEFA Europa League 2017-2018 in qualità di vincitore della Suomen Cup 2016, accedendo al primo turno di qualificazione e venendo subito eliminato dagli islandesi del KR Reykjavík.

## Organico

### Rosa
| N. |                        | Ruolo | Calciatore         |
| -- | ---------------------- | ----- | ------------------ |
| 2  | Finlandia (bandiera)   | D     | Joel Mero          |
| 3  | Andorra (bandiera)     | D     | Marc Vales         |
| 4  | Galles (bandiera)      | D     | Richie Dorman      |
| 5  | Finlandia (bandiera)   | D     | Dani Hatakka       |
| 6  | Finlandia (bandiera)   | C     | Matej Hrádecký     |
| 7  | Finlandia (bandiera)   | D     | Timo Tahvanainen   |
| 8  | Finlandia (bandiera)   | C     | Johannes Laaksonen |
| 9  | Camerun (bandiera)     | A     | Anatole Abang      |
| 9  | Spagna (bandiera)      | A     | Sergi Arimany      |
| 10 | Inghilterra (bandiera) | A     | Billy Ions         |
| 11 | Finlandia (bandiera)   | C     | Tomas Hradecky     |
| 14 | Inghilterra (bandiera) | A     | Kaine Sheppard     |
| 15 | Finlandia (bandiera)   | C     | Matti Klinga       |
| 16 | Finlandia (bandiera)   | D     | Joonas Sundman     |
| 17 | Finlandia (bandiera)   | C     | Ville Tikkanen     |
| 18 | Finlandia (bandiera)   | D     | Jarkko Hurme       |

| N. |                      | Ruolo | Calciatore          |
| -- | -------------------- | ----- | ------------------- |
| 19 | Finlandia (bandiera) | C     | Obed Malolo         |
| 20 | Finlandia (bandiera) | D     | Arttu Aromaa        |
| 21 | Uruguay (bandiera)   | C     | Facundo Guichón     |
| 22 | Spagna (bandiera)    | D     | Diego Bardanca      |
| 24 | Estonia (bandiera)   | P     | Marten Ritson       |
| 25 | Finlandia (bandiera) | A     | Elias Ahde          |
| 26 | Finlandia (bandiera) | C     | Jesse Sarajärvi     |
| 29 | Spagna (bandiera)    | D     | Chema Antón         |
| 31 | Finlandia (bandiera) | P     | Paavo Valakari      |
| 33 | Estonia (bandiera)   | P     | Mihkel Aksalu       |
| 37 | Finlandia (bandiera) | A     | Aristote Mboma      |
| 58 | Finlandia (bandiera) | C     | Mehmet Hetemaj      |
| 60 | Finlandia (bandiera) | C     | Aatu Kujanpää       |
| 80 | Finlandia (bandiera) | C     | Erfan Zeneli        |
| 99 | Finlandia (bandiera) | A     | Vahid Hambo         |
|    | Colombia (bandiera)  | C     | Cristian Echavarría |

## Risultati

### Suomen Cup

#### Finale
| Arbitro: | Markku Grönholm |

|  |           |            |
|  | Marcatori | 77’ Pelvas |

### UEFA Europa League

#### Primo turno preliminare
| Reykjavík 29 giugno 2017, ore 21:15 CEST | KR Reykjavík  | 0 – 0 referto | SJK | KR-völlur (531 spett.)\| Arbitro: \| Zbynek Proske \| |
| Arbitro:                                 | Zbynek Proske |               |     |                                                       |

| Arbitro: | Irfan Peljto |

|  |           |                          |
|  | Marcatori | 51’ Pálmason 83’ Thomsen |

## Statistiche

### Statistiche di squadra
| Competizione       | Punti | In casa | In casa | In casa | In casa | In casa | In casa | In trasferta | In trasferta | In trasferta | In trasferta | In trasferta | In trasferta | Totale | Totale | Totale | Totale | Totale | Totale | DR  |
| Competizione       | Punti | G       | V       | N       | P       | Gf      | Gs      | G            | V            | N            | P            | Gf           | Gs           | G      | V      | N      | P      | Gf     | Gs     | DR  |
| ------------------ | ----- | ------- | ------- | ------- | ------- | ------- | ------- | ------------ | ------------ | ------------ | ------------ | ------------ | ------------ | ------ | ------ | ------ | ------ | ------ | ------ | --- |
| Veikkausliiga      | 47    | 17      | 7       | 4       | 6       | 20      | 24      | 16           | 6            | 4            | 6            | 22           | 23           | 33     | 13     | 8      | 12     | 42     | 47     | -5  |
| Suomen Cup         | -     | 4       | 3       | 1       | 0       | 16      | 6       | 4            | 2            | 1            | 1            | 10           | 3            | 9      | 5      | 2      | 2      | 26     | 10     | +16 |
| UEFA Europa League | -     | 1       | 0       | 0       | 1       | 0       | 2       | 1            | 0            | 1            | 0            | 0            | 0            | 2      | 0      | 1      | 1      | 0      | 2      | -2  |
| Totale             | -     | 22      | 10      | 5       | 7       | 36      | 32      | 21           | 8            | 6            | 7            | 32           | 26           | 44     | 18     | 11     | 15     | 68     | 59     | +9  |